# Hugh Rossi
Sir Hugh Alexis Louis Rossi, KCSG, KHS, FKC (21 juin 1927-14 avril 2020) est un homme politique conservateur britannique.

## Biographie
Il fait ses études à la Finchley Catholic Grammar School et au King's College London (LLB) .
Rossi est élu conseiller au Hornsey Borough Council 1956-1965, en tant que maire adjoint 1964-1965, et pour le London Borough of Haringey de 1964. Il est également conseiller du comté de Middlesex de 1961 à 1965. Rossi est député de Hornsey de 1966 à 1983 et (après les changements de frontières) de Hornsey et Wood Green, de 1983 à 1992.
Ministre junior dans les gouvernements d'Edward Heath et de Margaret Thatcher, il fait partie de l'aile «One Nation» du parti. Michael Heseltine fait l'éloge de ses idées en matière de logement social (en particulier le droit d'acheter) comme étant fondamentales pour le succès des élections générales conservatrices. Il prend sa retraite en 1992, après quoi le Parti conservateur perd le siège de Hornsey et Wood Green, lorsque son successeur en tant que candidat conservateur, Andrew Boff, est battu par le Parti travailliste.
Rossi est fait chevalier sur la liste des distinctions honorifiques de la dissolution de Thatcher en 1983 .
Il est décédé en avril 2020 à l'âge de 92 ans .